# Rodoslovlje Isusa Krista
Podrijetlo Isusa Krista opisano je u Novom zavjetu, u evanđeljima po Luki i Mateju. Ovdje je prikazano rodoslovlje po evanđelju po Mateju i Evanđelje po Luki koje daje nešto dulje i drukčije rodoslovlje od Matejeva.
Oba evanđelja ne navode da bi Josip bio biološki otac Isusov: makar rodoslovlja kreću od Josipa prema njegovom praocu Davidu, Matej govori da se Jakovu rodio "Josip, muž Marije. Od nje se rodi Isus, koji se zove Krist."; kod Luke se govori "Držalo se da je Isus Josipov sin". 
Popis predaka u Isusovoj liniji je isti između Abrahama i Davida, no značajno se razlikuje od te točke nadalje. Kršćanski su znanstvenici postavili različite teorije tražeći objašnjenje zašto su obiteljska stabla toliko različita; neki su iznijeli ideju da da Matej slijedi rodoslov Isusov po Josipu, dok Luka slijedi podrijetlo preko Marije. Mnogi biblijski znanstvenici smatraju da ova obiteljska stabla imaju korijen u prapovijesnoj židovskoj literaturi.
Sveti Toma Akvinski (1225.-1274.) u djelu Summa Theologica iznosi mišljenje kako je objašnjenje sv. Augustina (354.-430.) posve prihvatljivo: biološki otac sv. Josipa bio je Jakov (koga se spominje u Mt 1), koji se oženio udovicom svojega brata Elija (koji se spominje u Lk 3). Prema židovskom zakonu (tzv. leviratski brak, Pnz 25, 5–10), bilo je pravilno stoga nazivati Josipa „sinom Elijevim” - makar je njegov biološki otac bio Jakov. Jakov i Eli bili su braća rođena od iste majke, ali iz brakova s različitim očevima - Jakovov otac je bio Matan (sin Eleazarov), a Elijev Matat (sin Levijev). Rodoslovlja oba oca sv. Josipa - biološkog i zakonskog - vode do Kralja Davida; u Matejevu evanđelju preko Davidovog sina Kralja Salomona, a u Lukinu evanđelju preko najmlađega Davidova sina Natana.

## Po Mateju
Evanđelje po Mateju počinje: Rodoslovlje Isusa Krista, sina Davidova, sina Abrahamova. Abrahamu se rodi Izak. Izaku se rodi Jakov... te slijedi rodoslov do Matanu se rodi Jakov. Jakovu se rodi Josip, muž Marije, od koje se rodio Isus koji se zove Krist. U svemu dakle: od Abrahama do Davida četrnaest naraštaja; od Davida do progonstva u Babilon četrnaest naraštaja; poslije progonstva u Babilon do Krista četrnaest naraštaja.

## Od Abrahama do Davida
Od Abrahama, po židovskom vjerovanju, praoca naroda, do Davida, kralja, oba evanđelja daju identično rodoslovlje:
- Abraham, sin Terahov
- Izak, sin Abrahamov
- Jakov, sin Izakov
- Juda, sin Jakovljev (i ostala braća)
- Peres, sin Judin (i brat Zerah)
- Herson, sin Peresov
- Ram, sin Hersonov
- Aminadab, sin Ramov
- Nahšon, sin Aminadabov
- Salma, sin Nahšonov
- Boaz, sin Salmin
- Obed, sin Boazov
- Jišaj, sin Obedov
- David, sin Jišajev

## Od Davida do Isusa
Ovdje se evanđelja razilaze, najprije kod navođenja različitih Salomonovih sinova. Ovdje su uspoređena i s rodoslovljem u Prvoj knjizi Ljetopisa:
| Luka | Matej | 1 Ljetopisa |
| - Natan - Matata - Mena - Melej - Elijakim - Jonam - Josip - Juda - Šimun - Levi - Matat - Jorim - Eliezer - Jošua - Er - Elmadam - Kosam - Adi - Malki - Neri - Šealtiel - Zorobabel - Resa - Johanan - Joda - Joseh - Šimi - Matatija - Mahat - Nagaj - Hesli - Naum - Amos - Matatija - Josip - Janaj - Malki - Levi - Matat - Eli - Josip - Isus | - Salomon - Roboam - Abija - Asa - Jozafat - Joram - Ahazja - Jotam - Ahaz - Kralj Ezekija - Manaše - Amon - Jošija - Jehonija - Šealtiel - Zorobabel - Elijakim - Azor - Sadok - Akim - Elijud - Eleazar - Matan - Jakov - Josip - Isus | - Salomon - Roboam - Abija - Asa - Jošafat - Joram - Ahazja - Joaš - Amasja - Azarja - Jotam - Ahaz - Kralj Ezekija - Manaše - Amon - Jošija - Jojakim - Jekonija - Pedaja - Zorobabel |

U tablicu su ubačene praznine kako bi se rodoslovlja poravnala; međutim u Evanđelju po Mateju doslovno piše „Joramu se rodi Ahazja”, dok u Ljetopisu postoje dodatni naraštaji. 
O razlikama između rodoslovlja iznijeli su razni autori brojne teorije, koje su vrlo teško dokazive. I u najnovije vrijeme, autori u suštini nemaju na raspolaganju povijesne građe koje bi im omogućavala bolju analizu od one koju su svojedobno pomoću samih biblijskih tekstova izveli sv. Augustin i sv. Toma Akvinski - pa mogu kao vjerojatna ustrajati uz ta tradicionalna objašnjenja.
Za najraniju kršćansku zajednicu - koju su uglavnom sačinjavali Židovi - bilo je izrazito važno naglasiti da je Isus "sin Davidov", osoba koja po krvi potječe iz njihove kraljevske dinastije; na stranicama evanđelja se na više mjesta za Isusa koristi baš taj naslov. Matejevo Evanđelje - za koje se uzima da je nastalo prvo, i to na aramejskom jeziku kojim su govorili Židovi toga doba - započinje upravo  riječima: “Rodoslovlje Isusa Krista, sina Davidova” (Mt 1,1).